# Alexandre Villaplane
Alexandre Villaplane (Alger, 12 de setembre de 1905 - Montrouge, 26 de desembre de 1944) fou un futbolista francès de la dècada de 1930.
Pel que fa a clubs, defensà els colors de FC Sète (1921-1924), Nimes Olympique (1927-1929), Racing Club de France (1929-1932), FC Antibes (1932-1933) i OGC Nice (1933-1934). Fou 25 cops internacional amb la selecció francesa de futbol, amb la qual disputà la Copa del Món de futbol de 1930 i els Jocs Olímpics de 1928.
Fou col·laborador del règim nazi durant la Segona Guerra Mundial i acabà arrestat i executat el 26 de desembre 1944 al Fort de Montrouge.